# 新銳醫藥
新銳醫藥國際控股有限公司，簡稱新銳醫藥國際控股、新銳醫藥國際，以及新銳醫藥（英語：New Ray Medicine International Holding Limited，港交所：6108），在2001年，由周凌（董事長）及戴海東（首席執行官），於中國杭州成立「杭州新泓生物醫藥科技有限公司」（直至在2012年，被「 泓銳（杭州）生物醫藥科技有限公司」（2008年成立）註銷）。
業務在中國經營招標、購買、採購、銷售及營銷、儲存及付運醫藥產品。
股份在2013年10月25日於港交所創業板上市，當時代碼為8180.HK。配售價格為0.25港元，配售股份為280,000,000股，集資額為0.7億港元。其後在2015年6月16日轉往主板上市。

## 連結
- newraymedicine.com（页面存档备份，存于）